# Perceptual Quantizer
La perceptual quantizer (PQ), publiée par le SMPTE sous le nom SMPTE ST 2084, est une fonction de transfert (en) qui permet l'affichage HDR en remplaçant la courbe gamma utilisée dans la SDR,,,. Elle est capable de représenter des niveaux de luminance allant de 10000 cd/m2 (nits) au maximum à 0,0001 nits au minimum. Elle a été développée par Dolby et standardisée en 2014 par le SMPTE et également en 2016 par l'UIT dans la Rec. 2100 (en),. L'ITU spécifie l'usage de PQ ou de HLG comme fonctions de transfert pour la TV-HDR. PQ est la base des formats vidéo HDR (tels que Dolby Vision,, HDR10 et HDR10+ (en)) et est également utilisée pour les formats d'images fixes HDR,. PQ n'est pas rétro-compatible avec la fonction de transfert électro-optique (en) (EOTF) de la norme BT.1886 (en)  (c'est-à-dire la courbe gamma de la SDR), tandis que HLG est compatible.
PQ est une fonction de transfert (en) non-linéaire basée sur la perception visuelle humaine des bandes de couleur (en) et est capable de ne pas produire de bandes visibles avec 12 bits. Une fonction puissance (utilisée comme EOTF dans les applications SDR) étendue jusqu'à 10000 cd/m2 aurait nécessité 15 bits.

## Détails techniques
La EOTF de PQ (fonction de transfert électro-optique (en)) est la suivante, :
{\displaystyle F_{D}=EOTF[E']=10000\left({\frac {\max[(E'^{1/m_{2}}-c_{1}),0]}{c_{2}-c_{3}\cdot E'^{1/m_{2}}}}\right)^{1/m_{1}}}
La EOTF inverse de PQ est :
{\displaystyle E'=EOTF^{-1}[F_{D}]=\left({\frac {c_{1}+c_{2}\cdot Y^{m_{1}}}{1+c_{3}\cdot Y^{m_{1}}}}\right)^{m_{2}}}
où
- {\displaystyle E'} est la valeur du signal non-linéaire, sur la plage {\displaystyle \left[0,1\right]}.
- {\displaystyle F_{D}} est la luminance affichée en cd/m2
- {\displaystyle Y=F_{D}/10000} est la valeur linéaire normalisée affichée, sur la plage [0:1] (où {\displaystyle Y=1} représente la luminance maximale de 10000 cd/m2)
- {\displaystyle m_{1}={\frac {2610}{16384}}={\frac {1305}{8192}}=0.1593017578125}
- {\displaystyle m_{2}=128{\frac {2523}{4096}}={\frac {2523}{32}}=78.84375}

- {\displaystyle c_{1}={\frac {3424}{4096}}={\frac {107}{128}}=0.8359375=c_{3}-c_{2}+1}
- {\displaystyle c_{2}=32{\frac {2413}{4096}}={\frac {2413}{128}}=18.8515625}
- {\displaystyle c_{3}=32{\frac {2392}{4096}}={\frac {2392}{128}}=18.6875}